# Генрі Дрейпер
Генрі Дрейпер, іноді Дрепер (англ. Henry Draper; 7 березня 1837, округ Принс-Едвард, штат Вірджинія — 20 листопада 1882, Нью-Йорк) — американський астроном, член Національної АН США (1877). За фахом лікар.

## Життєпис
Народився в Принс-Едвард (Вірджинія). 1858 року закінчив Нью-Йоркський університет, отримав спеціальність лікаря. Працював у госпіталі Бельв'ю, з 1860 року — професор природничих наук, потім — професор фізіології, хімії та фізики Нью-Йоркського університету.
Один з найвідоміших астрономів-аматорів у США, піонер широкого застосування фотографії в астрономії. З 1860 року вів спостереження у власній обсерваторії в м. Гастінгс-он-Гудзон (штат Нью-Йорк). Сам шліфував дзеркала для своїх телескопів, найбільшими з яких були 15,5 — і 28-дюймові рефлектори. Використовуючи мокрі колоїдні емульсії, отримав багато якісних фотографій поверхні Місяця і Сонця, сонячного спектра. 1872 року отримав першу фотографію спектра зірки, на якій було видно лінії поглинання. Керував фотографічними роботами в експедиції для спостереження проходження Венери по диску Сонця (1874) і в експедиції в Скелясті гори для спостереження повного сонячного затемнення (1878). 1879 року почав працювати з сухими фотографічними емульсіями, отримав фотографії спектрів яскравих зірок, Місяця, Марса, Юпітера, туманності Оріона, комети 1881 III. На спектрах туманності Оріона виявив слабкий безперервний фон, походження якого приписав розсіянню випромінювання зірок на пилових частинках в туманності. Розробив точний механізм годинного ведення телескопа, який дозволив здійснювати тривалі експозиції, зберігаючи гарну якість фотографічного зображення. Завдяки цьому отримав чудові фотографії Місяця і туманності Оріона.

## Вшанування
Після смерті Дрейпера в Гарвардській обсерваторії для продовження досліджень з фотографування зоряних спектрів було створено грошовий фонд, названий на його честь. Складений у цій обсерваторії фундаментальний каталог спектрів зірок названо на честь Дрейпера.
Національна АН США заснувала медаль його імені, яку присуджують за досягнення в астрономії.